# Løvenborg
Løvenborg er en gammel gård, hvis historie går tilbage til ærkebiskop Absalon. Gården ligger i Butterup Sogn, Merløse Herred, Holbæk Kommune. Gården er nævnt i 1331 som Ellinge under Roskilde Bispestol. I 1547 fik den navnet Birkholm, som den havde, indtil den 1765 fik sit nuværende navn.
Hovedbygningen er opført i 1634 og udvidet i 1853, og parken er på 5 hektar omgivet af en dyrehave på 15 hektar. Løvenborg Gods er på 857 hektar.
Løvenborg udgjorde sammen med Vognserup baroniet Løvenborg.
I forbindelse med lensafløsningen og under indtryk af husmandslovene blev der dels oprettet jordrentebrug, dels afstået såkaldte tillægsparceller til husmandssteder i 1922 og 1927: den 1. april 1922 blev oprettet 21 jordrentebrug (i alt 180,6 ha) og udskilt 5 tillægsparceller (i alt 15,3 ha), den 1. april 1927 yderligere oprettet 18 jordrentebrug (105,3 ha) og udskilt 11 tillægsparceller (i alt 31,2 ha). I 1938 blev det resterende gods solgt til den daværende ejer.

## Ejere af Løvenborg
- (1190-1199) Absalon
- (1199-1370) Sorø Kloster
- (1370-1536) Roskilde Bispestol
- (1536-1547) Kronen
- (1547-1559) Hans Barnekow
- (1559-1582) Mette Oxe gift Barnekow
- (1582-1603) Johan Hansen Barnekow
- (1603-1612) Christian Hansen Barnekow
- (1612-1617) Margrethe Brahe gift Barnekow / Hans Christiansen Barnekow / Ove Christiansen Barnekow
- (1617-1629) Ove Christiansen Barnekow
- (1629-1630) Hans Christiansen Barnekow
- (1630-1661) Malte Juul
- (1661) Anne Ramel gift Juul
- (1661) Margrethe Maltesdatter Juul gift Putbus
- (1661-1684) Mouritz Putbus
- (1684-1691) Frederik von Vittinghoff
- (1691-1696) Eleonore Marie Caisdatter Sehested gift von Vittinghoff
- (1696-1731) Schack von Brockdorff
- (1731-1732) Sophie Charlotte Frederiksdatter von Vittinghoff gift von Brockdorff
- (1732-1735) Frederik von Brockdorff
- (1735-1738) Alexander Frederik von Møsting
- (1738-1750) Herman Leopoldus Hermansen Løvenskiold
- (1750-1776) Severin Leopoldus Hermansen lensbaron Løvenskiold
- (1776-1789) Magdalene Charlotte Hedevig von Numsen gift Løvenskiold
- (1789-1807) Michael Herman Severinsen lensbaron Løvenskiold
- (1807-1831) Carl Severin Christian Herman Michaelsen lensbaron Løvenskiold
- (1831-1877) Herman Frederik Carlsen lensbaron Løvenskiold
- (1877-1917) Carl Herman Frederik Vilhelm Hermansen lensbaron Løvenskiold
- (1917-1938) Carl Oscar Herman Leopoldus Carlsen lensbaron Løvenskiold
- (1938-1989) Christian Carl greve Ahlefeldt-Laurvig
- (1989-2000) Christian Carl greve Ahlefeldt-Laurvig / Christian Knud greve Ahlefeldt-Laurvig
- (2000-) Christian Knud greve Ahlefeldt-Laurvig